# Ouled Deide
Ouled Deide (em árabe: اوالد دايد) é uma comuna localizada na província de Médéa, Argélia. De acordo com o censo de 2008, a população total da cidade era de 5 355 habitantes.